# USS Robin (AM-3)
USS Robin (AM-3) – amerykański trałowiec z okresu I wojny światowej, jeden z 51 zbudowanych okrętów typu Lapwing. Okręt został zwodowany 17 czerwca 1918 roku w stoczni Todd Pacific Shipyards w Brooklynie, a w skład US Navy został przyjęty 29 sierpnia 1918 roku. W 1942 roku jednostkę przeklasyfikowano na holownik. Okręt wycofano ze służby 9 listopada 1945 roku, po czym skreślono z listy floty 28 listopada 1945 roku.

## Projekt i budowa
Projekt trałowców typu Lapwing powstał w 1916 roku . Początkowo miały to być uniwersalne jednostki łączące cechy trałowca i holownika, osiągające prędkość 16 węzłów (10 węzłów podczas trałowania), jednak przyjęte założenia okazały się niemożliwe do realizacji. W maju 1917 roku Sekretarz Marynarki Wojennej Stanów Zjednoczonych zaaprobował projekt trałowca o wyporności 950 ton i prędkości 14 węzłów, składając zamówienie na 14 okrętów. Ostatecznie zamówiono 54 jednostki, z czego zbudowano 49 .
USS „Robin” (Minesweeper No. 3) zbudowany został w stoczni Todd Pacific Shipyards w Brooklynie . Stępkę okrętu położono 4 marca 1918 roku, a zwodowany został 17 czerwca 1918 roku  .

## Dane taktyczno-techniczne
USS „Robin” był trałowcem o długości całkowitej 57,6 metra, szerokości 10,8 metra i zanurzeniu 3,8 metra . Wyporność normalna wynosiła 950 ton, a pełna 1400 ton . Okręt napędzany był przez pionową maszynę parową potrójnego rozprężania o mocy 1400 KM, do której parę dostarczały dwa kotły Babcock & Wilcox . Jednośrubowy układ napędowy pozwalał osiągnąć prędkość 13,5–14 węzłów . Zasięg wynosił 6850 Mm przy prędkości 8 węzłów .
Uzbrojenie artyleryjskie jednostki składało się z dwóch pojedynczych dział kalibru 76 mm L/50 oraz dwóch pojedynczych karabinów maszynowych kalibru 7,62 mm L/90 . Wyposażenie trałowe obejmowało trał mechaniczny; okręt mógł też przenosić miny .
Załoga okrętu składała się z 85 oficerów, podoficerów i marynarzy .

## Służba
29 sierpnia 1918 roku w Nowym Jorku USS „Robin” został wcielony do US Navy  . Pierwszym dowódcą jednostki został chor. mar. (ang. Lieutenant Junior Grade) Lewis H. Cutting . Okręt operował na wodach nieopodal Nowego Jorku do 23 lutego 1919 roku, a na przełomie lutego i marca uczestniczył w Newport w testach mających na celu ulepszenie metod trałowania . 6 kwietnia 1919 roku „Robin” wyruszył w rejs do Europy, docierając 20 kwietnia do Inverness . Do września 1919 roku okręt uczestniczył w neutralizacji liczącej 70 000 min Zagrody Minowej Morza Północnego, operując z Kirkwall . 1 października jednostka wyruszyła w rejs do kraju, osiągając Nowy Jork 19 listopada . 17 lipca 1920 roku jednostce nadano oznaczenie AM-3 .
Od 1920 roku przez 11 lat „Robin” używany był głównie na Wschodnim Wybrzeżu i Karaibach . Po zimowych manewrach w 1932 roku jednostkę przebazowano na Zachodnie Wybrzeże, gdzie służył od 6 marca 1932 roku do 9 kwietnia 1934 roku, bazując w San Diego . Latem 1934 roku jednostka udała się do Norfolk, ale pod koniec listopada powróciła do San Diego i operowała na tych wodach przez pozostałą część dekady .
W dniu ataku na Pearl Harbor „Robin” był w drodze na Hawaje z Johnston . Przybył do Pearl Harbor 10 października i do końca lutego 1942 roku służył jako trałowiec i statek ratowniczy . Od lutego jego zadaniem stało się holowanie celów, wyławianie torped oraz przewóz pasażerów i ładunków .
1 czerwca 1942 roku okręt został oficjalnie przemianowany na holownik, otrzymując oznaczenie AT-140  . W czerwcu 1943 roku po przeprowadzeniu gruntownego remontu, USS „Robin” wyruszył w konwoju na Samoa, a 10 czerwca rozpoczął służbę w bazie morskiej na wyspie Tutuila . 13 kwietnia 1944 roku oznaczenie okrętu zmieniono na ATO-140  . Operował z Tutuila do 1945 roku, przeprowadzając misje holownicze i ratownicze na wodach nieopodal wysp Ellice, Fidżi oraz Samoa . Następnie od stycznia do marca 1945 roku obszarem działania jednostki były Wyspy Marshalla i Wyspy Gilberta .
21 marca 1945 roku USS „Robin” opuścił Majuro i udał się do Stanów Zjednoczonych, osiągając San Diego 21 kwietnia. Okręt został tam wycofany ze służby 9 listopada 1945 roku, po czym skreślony z listy floty 28 listopada 1945 roku  .